# Аратіба
Аратіба (порт. Aratiba) — муніципалітет в Бразилії, входить до складу штату Ріу-Гранді-ду-Сул.
Складова частина мезорегіону Північний Захід штату Ріу-Гранді-ду-Сул. Входить в економіко-статистичний мікрорегіон Ерешин.

## Історія
Заселення місцевості почалося в 1917 році, а в 1919 році громада отримала назву «Ріо Ново». У 1924 році територія стала частиною району Ерешин.
У 1944 поселення Ріо Ново було перейменовано в Аратіба, що у вільному перекладі означає «зграї парадоксів». 19 жовтня 1953 року були зроблені спроби створити свій власний Аратібаський округ, що і трапилося успішно 5 червня 1955 року через плебісцит. Офіційно муніципальна форма району була встановлена 1 січня 1956 року.

## Населення і площа
Населення становить 6616 осіб на 2007 рік.
Займає площу 341,072км². Щільність населення — 19,1 осіб/км².

## Статистика
- Валовий внутрішній продукт на 2006 становить 420.486.302,92 реалів (дані: Бразильський інститут географії і статистики).
- Валовий внутрішній продукт на душу населення на 2006 становить 64.640,48 реалів (дані: Бразильський інститут географії і статистики).
- Індекс людського розвитку на 2000 становить 0,792 (дані: Програма розвитку ООН).

## Галерея

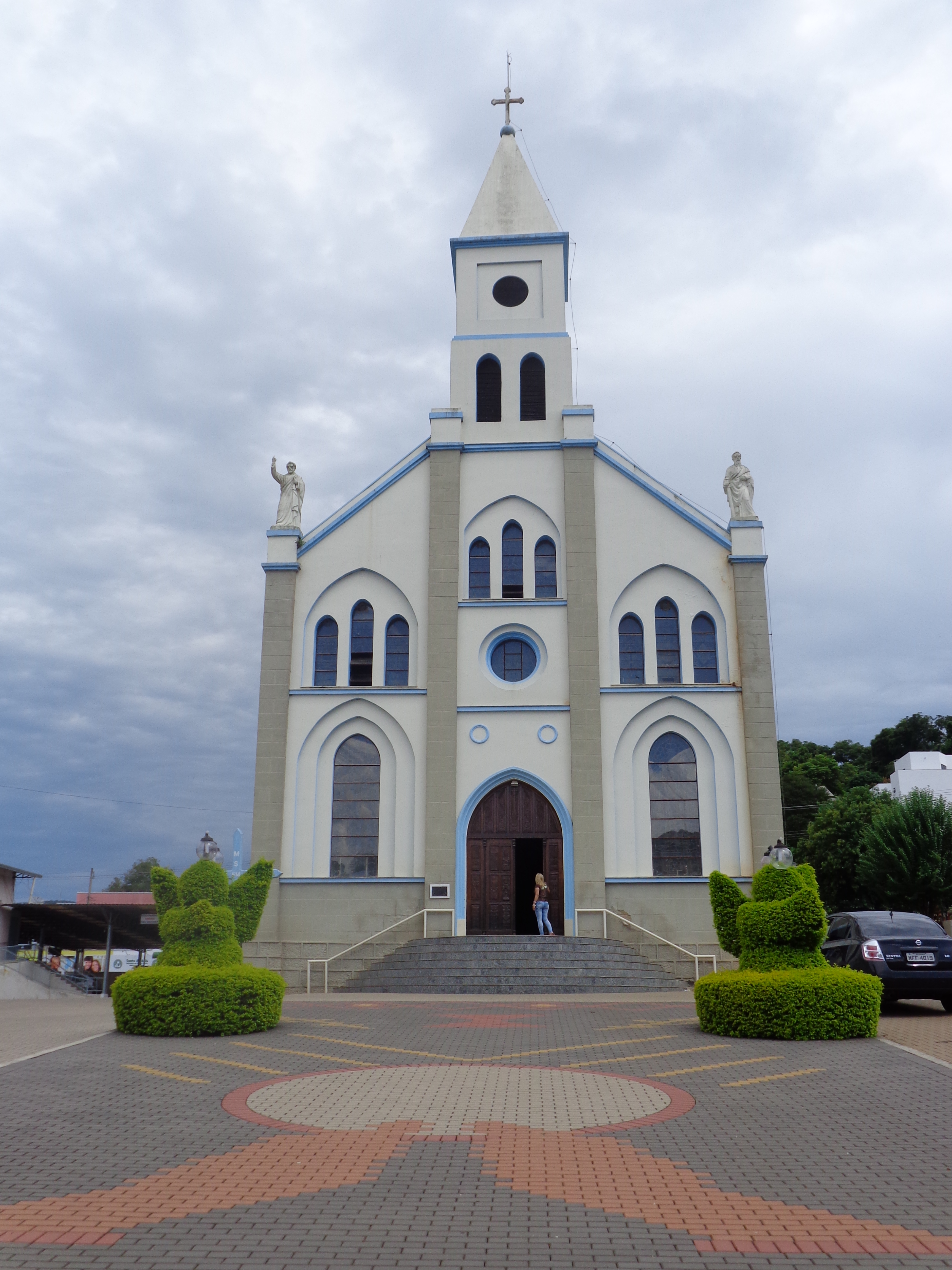
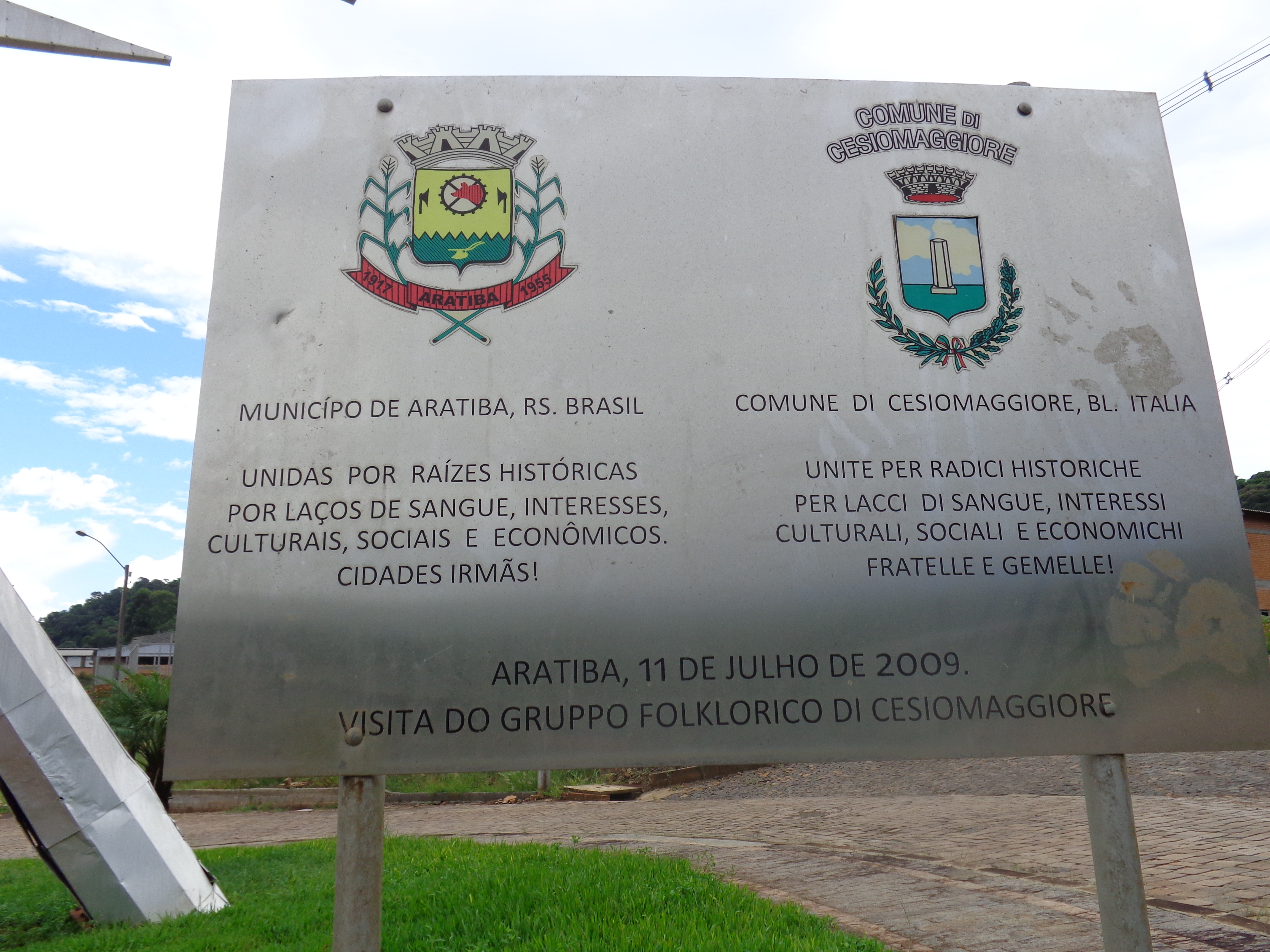
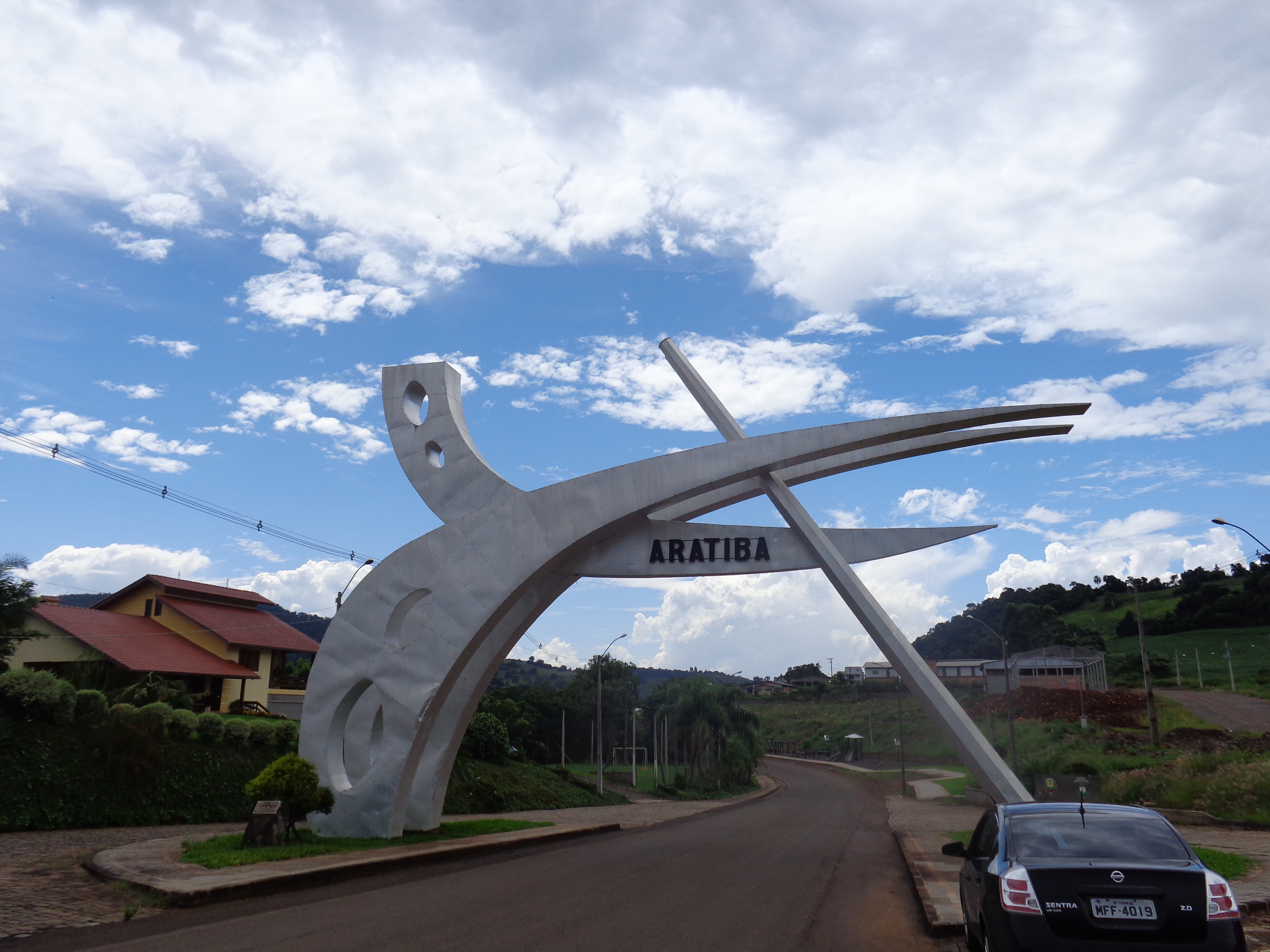
250px

## Міста-побратими
- Італія, Чезіомаджоре